# Peter Crüger
Peter Crüger (Königsberg, 20 ottobre 1580 – Danzica, 6 giugno 1639) è stato un matematico e astronomo tedesco.
Studiò presso l’Università Albertina a Königsberg, l’Università di Lipsia prima di laurearsi presso nel 1606 presso l’Università Martin Lutero di  Halle-Wittenberg. Si trasferì, quindi, a Danzica dove lavorò per il resto della vita come professore di poetica e matematica presso la Akademisches Gymnasium Danzig (in polacco Gdańskie Gimnazjum Akademickie).  A  Danzica, che durante la guerra dei trent'anni era divenuta un sicuro rifugio per molti, conobbe ed influenzò alcuni poeti e scrittori. Negli anni tra il 1627 e il 1630 fu docente di Johannes Hevelius che lo menzionò con gratitudine nel suo trattato Machina coelestis del 1673.

## Pubblicazioni[1]
Pubblicò trattati in numerosi campi scientifici contribuendo al progresso della trigonometria, geografia e astronomia anche tramite lo sviluppo della strumentazione relativa. In trigonometria pubblicò, tra l'altro, il trattato Praxis trigonometriae logarithmicae cum logarithmorum tabulis ad triangula tam plana quam sphaerica sufficientibus nel 1634, in campo astronomico pubblicò, tra l'altro, i trattati De hypothetico systemate coeli Disputatio publica ordinaria in Gimnasyo Dantiscano nel 1615, Uranodromus Cometicum nel 1619 e Cupediæ Astrosophicæ Darinnen die allerkunstreichesten tieffesten Geheimbnüsse/ der Astronomiæ, deß Calender-Schreibens/ der Astrologiæ, der Geographiæ nel 1630 
A Peter Crüger la UAI ha intitolato il cratere lunare Crüger